# Neopetrobia augustae
Neopetrobia augustae är en spindeldjursart som beskrevs av Meyer 1974. Neopetrobia augustae ingår i släktet Neopetrobia och familjen Tetranychidae. Inga underarter finns listade i Catalogue of Life.